# Alexándra Tsiávou
Alexándra Tsiávou (grec moderne : Αλεξάνδρα Τσιάβου) est une rameuse grecque, née le 26 septembre 1985 à Ioannina.

## Palmarès

### Jeux olympiques
- 2012 à Londres, Royaume-Uni
  -  Médaille de bronze en deux de couple poids légers
- 2008 à Pékin, Chine
  - 6e en deux de couple poids légers

### Championnats du monde
- 2012 à Plovdiv, Bulgarie
  -  Médaille d'or en skiff poids légers
- 2011 à Bled, Slovénie
  -  Médaille d'or en deux de couple poids légers
- 2010 à Karapiro, Nouvelle-Zélande
  -  Médaille de bronze en deux de couple poids légers
- 2009 à Poznań, Pologne
  -  Médaille d'or en deux de couple poids légers
- 2006 à Eton, Royaume-Uni
  -  Médaille de bronze en deux de couple poids légers

### Championnats d'Europe
- 2011 à Plovdiv, Bulgarie
  -  Médaille d'or en deux de couple poids légers
- 2010 à Montemor-o-Velho, Portugal
  -  Médaille d'or en deux de couple poids légers
- 2009 à Brest, Biélorussie
  -  Médaille d'or en deux de couple poids légers
- 2008 à Marathon, Grèce
  -  Médaille d'or en deux de couple poids légers
- 2007 à Poznań, Pologne
  -  Médaille d'or en deux de couple poids légers

### Jeux méditerranéens
- 2009 à Pescara, Italie
  -  Médaille d'or en skiff